# Beniakovce
Beniakovce (Hongaars: Benyék) is een Slowaakse gemeente in de regio Košice, en maakt deel uit van het district Košice-okolie.
Beniakovce telt 616 inwoners.